# Pierre-André Taguieff
 (mars 2024).
- Si vous ne connaissez pas le sujet, laissez ce bandeau (vous pouvez alors contacter les auteurs).
- Si vous supprimez le contenu mis en cause (vous pouvez préalablement contacter les auteurs),

argumentez précisément cette suppression dans la page de discussion
(un manque de référence n'est pas un argument ; une recherche réelle de référence doit avoir été effectuée, être formellement documentée).
 (août 2023).
La mise en forme du texte ne suit pas les recommandations de Wikipédia : il faut le « wikifier ».
Les points d'amélioration suivants sont les cas les plus fréquents. Le détail des points à revoir est peut-être précisé sur la page de discussion.
- Les titres sont pré-formatés par le logiciel. Ils ne sont ni en capitales, ni en gras.
- Le texte ne doit pas être écrit en capitales (les noms de famille non plus), ni en gras, ni en italique, ni en « petit »…
- Le gras n'est utilisé que pour surligner le titre de l'article dans l'introduction, une seule fois.
- L'italique est rarement utilisé : mots en langue étrangère, titres d'œuvres, noms de bateaux, etc.
- Les citations ne sont pas en italique mais en corps de texte normal. Elles sont entourées par des guillemets français : « et ».
- Les listes à puces sont à éviter, des paragraphes rédigés étant largement préférés. Les tableaux sont à réserver à la présentation de données structurées (résultats, etc.).
- Les appels de note de bas de page (petits chiffres en exposant, introduits par l'outil «  Source ») sont à placer entre la fin de phrase et le point final[comme ça].
- Les liens internes (vers d'autres articles de Wikipédia) sont à choisir avec parcimonie. Créez des liens vers des articles approfondissant le sujet. Les termes génériques sans rapport avec le sujet sont à éviter, ainsi que les répétitions de liens vers un même terme.
- Les liens externes sont à placer uniquement dans une section « Liens externes », à la fin de l'article. Ces liens sont à choisir avec parcimonie suivant les règles définies. Si un lien sert de source à l'article, son insertion dans le texte est à faire par les notes de bas de page.
- La présentation des références doit suivre les conventions bibliographiques. Il est recommandé d'utiliser les modèles {{Ouvrage}}, {{Chapitre}}, {{Article}}, {{Lien web}} et/ou {{Bibliographie}}. Le mode d'édition visuel peut mettre en forme automatiquement les références.
- Insérer une infobox (cadre d'informations à droite) n'est pas obligatoire pour parachever la mise en page.

Pour une aide détaillée, merci de consulter Aide:Wikification.
Si vous pensez que ces points ont été résolus, vous pouvez retirer ce bandeau et améliorer la mise en forme d'un autre article.
Pierre-André Taguieff est un philosophe, politologue, historien des idées, et essayiste. Il est directeur de recherche ,, à la retraite et chercheur honoraire au CNRS,.
Il est l'auteur de nombreux ouvrages sur le racisme, le nationalisme et l'extrême droite.
Ses prises de position dans le débat public, en particulier sur les sujets liés à Israël, l'antisémitisme et l'islamophobie, ont suscité des polémiques.

## Biographie
Né d’un père russe et d’une mère d’origine polonaise, Pierre-André Taguieff a très tôt été passionné par la culture juive (notamment musicale), bien que n'étant pas juif lui-même, comme il l'a déclaré publiquement à plusieurs reprises. Si ses parents ne sont pas juifs, « tous les amis de la famille étaient des juifs d'Europe de l’Est, marqués par l'expérience nazie ». Il est l'ex-époux de la chanteuse yiddish Talila, avec qui il a eu une fille.

## Travaux

### Sur la Nouvelle Droite
En 1993, Taguieff a été accusé par Roger-Pol Droit dans Le Monde de « banalisation de l'extrême droite » et de manque de « vigilance »  pour avoir participé avec l'une des figures de la "Nouvelle Droite", Alain de Benoist, à un recueil publié (abrégé) en Italie dans une maison d'édition dirigée par Marco Tarchi, chef de file de la Nouvelle Droite dans ce pays.
Pour Luc Ferry, Pierre-André Taguieff prend encore dans cet ouvrage « le risque d'irriter les gardiens du temple ». « A l'encontre d'un certain nombre d'autres intellectuels de gauche » et suivant le conseil donné par Raymond Aron, Pierre-André Taguieff s'efforce de combattre les idées d'Alain de Benoist « par des idées, non par des bâtons ou du vitriol ». Selon lui, son livre est sans équivalent sur l'histoire et les idéologies du GRECE, sur les revues de la Nouvelle Droite et sur l'itinéraire d'Alain de Benoist.

### Populisme, antisémitisme, racisme et antiracisme
Ses analyses seront reprises par le parti de Jean-Marie Le Pen,, y compris en anglais (national populism). Ces recherches s'accompagnent également d'une opposition — exprimée publiquement à plusieurs reprises — à l'« ethno-nationalisme » du FN et à ses positions sur l'immigration,.
En 2019, la publication aux éditions du Cerf de L’Émancipation promise dresse selon certains un violent réquisitoire contre les valeurs républicaines car, estimant qu’érigées « en absolus, la liberté, l’égalité et la fraternité se transforment en idoles sanguinaires au nom desquelles des multitudes sont sacrifiées », Taguieff pourfend l’écologie et prend la défense du capitalisme, estimant que « le secret de l’antisémitisme moderne » serait la « haine du capitalisme ». Le journaliste Joseph Confavreux (Mediapart) interroge la rupture intellectuelle introduite par ce livre dans la trajectoire de ce chercheur qui fut l'un des premiers à avoir analysé les arguments de la « Nouvelle Droite » et qui désormais endosserait les thèses différentialistes de celle-ci. Cette interprétation du livre est cependant elle-même très éloignée de la présentation du livre par son auteur. Dans un entretien au magazine La Vie, Taguieff explique son propos. Autant la notion d'« émancipation » appliquée à un objet précis a du sens (émancipation des esclaves, émancipation des juifs), autant le substantif utilisé seul est un concept confus qu'il convient d'interroger dans les différents contextes de son emploi.

### Sur les théories du complot
Guillaume Weill-Raynal a critiqué ce qu'il considère comme les amalgames de Taguieff prétendant fustiger les amalgames.

## Prises de position dans le débat public

### «Nouveaux réactionnaires»
En 2002, Taguieff est classé parmi les « nouveaux réactionnaires » dans un pamphlet de Daniel Lindenberg (Le Rappel à l'ordre). Lindenberg y dénonce un glissement idéologique, sinon un basculement, chez certains intellectuels longtemps proches de la gauche et qui se sont mis à critiquer certaines théories des droits de l'homme ainsi que l'antiracisme et les effets sociétaux de Mai 68. Taguieff répond que Lindenberg ne prend pas la peine de discuter les thèses de penseurs tels que Pierre Manent, Marcel Gauchet, Alain Finkielkraut, Alain Besançon, Shmuel Trigano, Jean-Claude Milner ou Alain Badiou, il se contente d'épingler des noms sur sa liste .
En 2009, un livre d'Ivan Segré englobe Pierre-André Taguieff dans « un courant intellectuel significatif », né en France à la fin du XXe siècle et qualifié de « réactionnaire philosémite », incluant Élie Chouraqui, Raphaël Draï, Alain Finkielkraut, Gilles-William Goldnadel, André Kaspi, Robert Misrahi, Shmuel Trigano, Yves-Charles Zarka. Selon Segré, le point commun entre ces intellectuels serait une idéologie fondée sur l'existence d'un conflit civilisationnel qui met en opposition un Occident déclinant et un monde islamique triomphant. Dans ce conflit, Israël (rangé dans le camp occidental) serait en première ligne pour la défense de l'Occident contre l'islam, ce qui justifierait en soi un soutien inconditionnel à l'État juif.
Aux élections législatives de 2024, Taguieff signe un appel à faire barrage au second tour au Nouveau Front Populaire.

### Polémique sur la «Nouvelle judéophobie»
Guillaume Weill-Raynal a critiqué une thèse de Taguieff selon laquelle « les "milieux médiatiques (surtout de gauche)" seraient aveugles à la double montée de l'islamisme et de la judéophobie maghrébine », car Taguieff ne le justifierait que par « une série d'articles parus dans le "milieu médiatique de gauche", celui-là même qu'il accuse de silence coupable ! ».
Nonna Mayer (collègue de Taguieff au CEVIPOF), dans un article publié en 2004 reconnaissait que « depuis l’automne 2000 [et donc jusqu'en 2004], la France connaît une hausse sans précédent des actions antisémites [...] à un niveau nettement supérieur à celui qu’on observait dans les années 1990. Depuis 2000, actions et menaces antisémites sont majoritaires par rapport aux autres formes de racisme recensées ». Mais, en dépit de cette introduction, elle infirmait les thèses de Taguieff par l'analyse statistique d'un sondage d'opinion « auprès d’un échantillon national de 1 052 individus », à qui l'on a demandé s'ils estimaient que « les Juifs ont trop de pouvoir en France » et quelle était leur « sympathie éprouvée pour Sharon, Bush, Arafat et Blair ». Sur la base des réponses données à ce sondage, elle concluait à l'époque « qu’au sein de la population française dans son ensemble, l’antisémitisme au sens classique de préjugé contre les Juifs ne progresse pas, au contraire », et que loin de se parer, « comme le suggère Pierre-André Taguieff, des couleurs de l’antiracisme, en prenant la défense des Arabes et des musulmans [...] il touche les mêmes milieux qu’hier ». « C’est, encore et toujours, à l’extrême droite qu’on trouve le plus de racistes et d’antisémites, chez les proches du FN et les électeurs de Jean-Marie Le Pen ».
Alain de Benoist, critiquant Prêcheurs de haine. Traversée de la judéophobie planétaire, déplore un livre où l'auteur « règle visiblement des comptes » et se laisse aller à « des attaques ad hominem et des procès d’intention » contre des personnalités n'ayant jamais exprimé le moindre propos judéophobe. Ce faisant, Pierre-André Taguieff abandonne, selon de Benoist, la position d’observateur qui était la sienne dans les ouvrages précédents pour devenir un simple partisan.
Régulièrement accusé d'engagement partisan et de confondre antisionisme et antisémitisme quoiqu'il distingue ces deux formes de la judéophobie, en 2006 il répond fermement aux critiques du livre de Cécilia Gabizon et Johan Weisz, OPA sur les Juifs de France : enquête sur un Exode programmé : « Le phénomène le plus inquiétant, ce n’est pas cette prétendue “OPA” israélienne, ni la relative droitisation des juifs de France, c’est la réalité des violences antijuives ».
À l'automne 2010, une polémique naît à la suite de propos attribués à Pierre-André Taguieff à l'encontre de l'ancien diplomate Stéphane Hessel. Le Mouvement contre le racisme et pour l'amitié entre les peuples (MRAP) dénonce une phrase laissée peu de temps sur Facebook : « Quand un serpent venimeux est doté de bonne conscience, comme le nommé Hessel, il est compréhensible qu’on ait envie de lui écraser la tête ». L'hebdomadaire Politis relève d'autres propos outranciers de Pierre-André Taguieff à l'encontre de Stéphane Hessel. De même, Pierre Haski publie un article sur le sujet dans L'Obs. Dans une réponse à cet article et aux reproches du MRAP, Taguieff affirme qu'il paraphrasait Voltaire et souligne que la phrase était extraite d'une conversation entre amis vite effacée. Dans cette même réponse, il reproche à Hessel d'avoir choisi d'« appeler à la haine contre Israël ».

### «Islamophobie»
Taguieff condamne l'usage du mot islamophobie, « qui favorise les usages polémiques », et il a défendu au printemps 2002 l'ouvrage d'Oriana Fallaci, La Rage et l'Orgueil, dans lequel elle affirme notamment que les musulmans « se multiplient comme des rats », ou encore qu'« au lieu de contribuer au progrès de l’humanité, [les fils d'Allah] passent leur temps avec le derrière en l'air à prier cinq fois par jour. ». Ce livre a suscité de vives réactions dénonçant son caractère anti-musulman, voire xénophobe. Vincent Geisser y voit un « pamphlet islamophobe » et un « ouvrage haineux », Françoise Giroud qualifie quant à elle l'ouvrage de « pages lourdes de haine et de mépris ». Ces propos plutôt élogieux envers un ouvrage que certains considèrent comme raciste feront l'objet de nombreuses critiques.
Ces propos sont contestés par l'historien israélien Shlomo Sand, qui affirme que les partis politiques ayant « le vent en poupe » et les « « best-sellers » ces derniers temps » (notamment de Houellebecq, Finkielkraut, Zemmour) s'en prennent aux musulmans et non aux juifs. Le sociologue Vincent Geisser le critique également dans son livre La nouvelle islamophobie répondant à La Nouvelle Judéophobie de Taguieff : il considère qu'« une telle posture en vient finalement à déterminer la dose d’islamophobie admissible et tolérée par notre société française : au-delà d’un certain seuil (affaire Fallaci), celle-ci est blâmable car elle rappelle un peu trop l’antisémitisme intellectuel de l’entre-deux guerres (comme en témoigne la référence récurrente à Céline dans la plupart des prises de positions) ; mais, en deçà, elle devient légitime et même souhaitable, car elle contribue à stimuler la « liberté de penser », et par là même renforce nos valeurs laïques et républicaines ».

## Publications
- La Force du préjugé. Essai sur le racisme et ses doubles, Paris, La Découverte, « Armillaire », 1988 ; rééd., Paris, Gallimard, « Tel », 1990  (ISBN 2-07-071977-4)
- (dir.), Face au racisme, t. 1, Les Moyens d'agir ; t. 2, Analyses, hypothèses, perspectives, Paris, La Découverte, « Cahiers libres, essais », 1991 ; rééd. Paris, Éditions du Seuil, « Points essais », 2 t., 1993  (ISBN 2-02-020981-0)
- (en codirection avec Gil Delannoi), Théories du nationalisme. Nation, Nationalité, Ethnicité, Paris, Kimé, « Histoire des idées, théorie politique et recherches en sciences sociales », 1991  (ISBN 2-908212-10-2)
- Les Protocoles des Sages de Sion. Faux et usages d'un faux, t. I, Introduction à l'étude des « Protocoles » : un faux et ses usages dans le siècle ; (dir.) t. II Études et documents, Paris, Berg International, « Faits et représentations », 1992 ; rééd. revue corrigée et augmentée, Berg International et Paris, Fayard, 2004  (ISBN 2-213-62148-9)
- Sur la Nouvelle Droite. Jalons d'une analyse critique, Paris, Éditions Descartes et Cie, 1994  (ISBN 2-910301-02-8)
- Les Fins de l'antiracisme, Paris, Michalon, 1995  (ISBN 2 84186 001 9)
- La République menacée. Entretien avec Philippe Petit, Paris, Textuel, « Conversations pour demain », 1996  (ISBN 2-909317-20-X)
- Le Racisme. Un exposé pour comprendre, un essai pour réfléchir, Paris, Flammarion, «Dominos», 1997  (ISBN 2-08-035456-6)
- (avec Michèle Tribalat), Face au Front national. Arguments pour une contre-offensive, Paris, La Découverte, 1998  (ISBN 2-7071-2877-5)
- La Couleur et le Sang : doctrines racistes à la française, Paris, Mille et une nuits, « Les petits libres », 1998 ; rééd. augmentée et refondue, Mille et une Nuits, « Essai », 2002  (ISBN 2-84205-640-X)
- (avec Grégoire Kauffmann et Michaël Lenoire, dir.), L'Antisémitisme de plume (1940-1944) : la propagande antisémite en France sous l'Occupation. Études et Documents, Paris, Berg International, « Pensée politique et sciences », 1999  (ISBN 2-911289-16-1)
- L’Effacement de l’avenir, Paris, Galilée, « Débats », 2000  (ISBN 2-7186-0498-0)
- Résister au bougisme. Démocratie forte contre Mondialisation techno-marchande, Paris, Mille et une nuits, « Essai », 2001  (ISBN 2-84205-584-5)
- Du progrès. Biographie d’une utopie moderne, Paris, EJL, « Librio », 2001  (ISBN 2-290-30864-1)
- Nationalismes en perspective, avec Gil Delannoi, Berg International, 2001  (ISBN 2-911-28937-4)
- La Nouvelle Judéophobie, Paris, Mille et une nuits, « Essai », 2002  (ISBN 2-842-05650-7)
- L'Illusion populiste : de l'archaïque au médiatique, Paris, Berg International, « Pensée politique et sciences sociales », 2002 ; rééd. revue et augmentée et précédée d'une nouvelle préface, sous le titre : L'Illusion populiste. Essais sur les démagogies de l'âge démocratique, Paris, Flammarion, « Champs », 2007  (ISBN 978-2-08-120365-5)
- (dir.), Le Retour du populisme. Un défi pour les démocraties européennes, Paris, Encyclopædia Universalis, « Le tour du sujet », 2004  (ISBN 2-85229-780-9)
- Le Sens du progrès. Une approche historique et philosophique, Paris, Flammarion, « Champs », 2004 ; 2006  (ISBN 2 08 080167 8)
- Prêcheurs de haine. Traversée de la judéophobie planétaire, Paris, Mille et une nuits, « Essai », 2004  (ISBN 2842057201)
- La République enlisée. Pluralisme, Communautarisme et Citoyenneté, Paris, Éditions des Syrtes, 2005  (ISBN 2-84545-092-3)
- La foire aux illuminés : ésotérisme, théorie du complot, extrémisme, Paris, Éditions Mille et Une Nuits, coll. « Essai », 2005, 612 p. (ISBN 2-84205-925-5, présentation en ligne).
- L'Imaginaire du complot mondial. Aspects d'un mythe moderne, Paris, Mille et une nuits, 2007  (ISBN 2-84205-980-8)
- Les Contre-réactionnaires : le progressisme entre illusion et imposture, Paris, Denoël, 2007  (ISBN 978 2 20725321 2)
- La Bioéthique ou le juste milieu. Une quête de sens à l'âge du nihilisme technicien, Paris, Fayard, « Essais », 2007  (ISBN 2-213-62723-1)
- Julien Freund, au cœur du politique, Paris, La Table ronde, 2008  (ISBN 2-710-32947-6)
- La Judéophobie des Modernes : des Lumières au Jihad, Paris, Odile Jacob, 2008, 686 p. (ISBN 978-2-7381-1736-6, présentation en ligne).
- La Nouvelle Propagande antijuive. Du symbole al-Dura aux rumeurs de Gaza, Paris, PUF, 2010  (ISBN 2130575765)
- « Aux origines du slogan : “Sionistes assassins !”, le mythe du meurtre rituel et le stéréotype du Juif sanguinaire », in Les Études du CRIF, no 20, mars 2011
- Israël et la question juive, Paris, Les Provinciales, 2011
- Wagner contre les juifs, 2012
- Court traité de complotologie, Paris, Mille et une nuits, 2013
- Dictionnaire historique et critique du racisme, Pierre-André Taguieff (dir.), Paris, PUF, 2013  (ISBN 978-2-13-055057-0)
- Du diable en politique. Réflexions sur l'antilepénisme ordinaire, Paris, CNRS, 2014  (ISBN 978-2271080639)
- La revanche du nationalisme : Néopopulistes et xénophobes à l’assaut de l’Europe, Paris, PUF, 2015 (présentation en ligne, lire en ligne)
- Des Putes et des Hommes. Vers un ordre moral androphobe, Paris, Éditions Ring, 2016
- Céline, la race, le juif. Légende littéraire et vérité historique, avec Annick Duraffour, Paris, Fayard, 2017  (ISBN 2213700494)
- L'islamisme et nous. Penser l'ennemi imprévu, CNRS éditions, 250 p, 2017  (ISBN 978-2-271-11460-0).
- Macron : mirage ou miracle ?, éditions de l'Observatoire, 2017, 362 p.
- « Race » : un mot de trop ?, CNRS éditions, 2018
- Avec Annick Duraffour, Céline contre les Juifs ou L'École de la haine, Paris, Conseil représentatif des institutions juives de France, coll. « Études du CRIF », no 48, 2018, 56 p. (lire en ligne)
- Le Grand abandon : les élites françaises et l'islamisme, Yves Mamou, Pierre-André Taguieff (préf.), Paris, L'Artilleur, 2018  (ISBN 9782810008353)
- L'Émancipation promise : Exigence forte ou illusion durable ?, Paris, Éditions du Cerf, 2019  (ISBN 978-2-204-10629-0)
- Criminaliser les Juifs : le mythe du meurtre rituel et ses avatars (antijudaïsme, antisémitisme, antisionisme), Paris, Hermann, 2020,  (ISBN 979-10-370-0228-0)
- Hitler, les Protocoles des sages de Sion et Mein Kampf : antisémitisme apocalyptique et conspirationnisme, Paris, PUF, coll. « Hors collection / Histoire et art », septembre 2020, 255 p. (ISBN 978-2130824923).
- L'imposture décoloniale : Science imaginaire et pseudo-antiracisme, Paris, Éditions de l'Observatoire, 2020  (ISBN 979-10-329-1414-4).
- La pandémie par-delà les peurs : réinventer l'état-nation ?, Éditions de l'Observatoire, 2020.
- Liaisons dangereuses : Islamo-nazisme, islamo-gauchisme, Hermann, 17 mars 2021, 120 p. (ISBN 979-1-0370-0697-4).
- L'antiracisme devenu fou : le "racisme systémique" et autres fables, Paris, Hermann, coll. « Questions sensibles », 2021, 299 p. (ISBN 979-1-0370-1015-5).
- Les nietzschéens et leurs ennemis : pour, avec et contre Nietzsche, Paris, Les éditions du Cerf, 2021, 490 p.  (ISBN 978-2-204-14265-6)[44]
- Qui est l'extrémiste ?, Paris, Intervalles, coll. « Le Point sur les idées », 2022, 164 p. (ISBN 978-2-36956-317-4).
- Pourquoi déconstruire ? : Origines philosophiques et avatars politiques de la French Theory, Paris, H&O, 2022, 288 p. (ISBN 978-2845474000).
- Le grand remplacement ou la politique du mythe : généalogie d'une représentation polémique, Paris, Éditions de l'Observatoire, coll. « Essais », 2022, 336 p. (ISBN 979-10-329-2615-4, présentation en ligne).
- Le Nouvel Âge de la bêtise, L'Observatoire, 2023.
- Le Nouvel Opium des progressistes, Gallimard, coll. « Tracts », 2023, 64 p. (ISBN 9782073063243)
- « Le méga-pogrom jihadiste du 7 octobre 2023 : origines et modes d'emploi », Cités, vol. 1, no 97,‎ 2024, p. 203-213 (lire en ligne )
- Sous la dir. Daniel Salvatore Schiffer, L'humain au centre du monde - Pour un humanisme des temps présents et à venir. Contre les nouveaux obscurantismes, 2024, Éditions du Cerf, 392 pages. Co-auteur.
- Les Théories du complot, Que sais-je ?, 2024, 128 p.

## Distinctions
- 1992 : prix Bernard-Lecache[45].